# Henryk Wodzicki
Henryk Wodzicki herbu własnego (ur. 2 grudnia 1813 w Krakowie, zm. 29 października 1884 tamże) – hrabia, właściciel dóbr, poseł na Sejm Krajowy Galicji I, II, III, IV i V kadencji od 1861 do 1884 oraz do austriackiej Rady Państwa.

## Życiorys
Był wybierany z I kurii posłem na Sejm Krajowy Galicji: I kadencji (trwająca 1861-1867) – w obwodzie żółkiewskim, II kadencji (trwająca 1867-1868), III kadencji (trwająca 1870-1876, zmarł w 1875), IV kadencji (trwająca 1877-1882) i V kadencji (trwająca 1882-1889, zmarł w 1884, a na jego miejsce 29 października 1885 obrano Michała Bobrzyńskiego)) – w obwodzie krakowskim. Został także wybrany posłem do austriackiej Rady Państwa.
Był współtwórcą i został pierwszym przewodniczącym dyrekcji Towarzystwa Wzajemnych Ubezpieczeń w Krakowie od 1860 do 1864.
Od 1854 do 1883 wszedł w skład pierwszej dyrekcji i został wiceprezesem Towarzystwa Przyjaciół Sztuk Pięknych w Krakowie.
Był członkiem Izby Panów Rady Państwa. W latach 1861–1884 był prezesem Towarzystwa Gospodarczo-Rolniczego Krakowskiego. Członek – korespondent Galicyjskiego Towarzystwa Gospodarskiego (1860-1866). Należał także do Towarzystwa Dobroczynności.
Ożeniony z Teresą Karoliną z Sułkowskich, córką ordynata rydzyńskiego, miał z nią syna ziemianina i polityka konserwatywnego Antoniego. Jego brat Kazimierz był ornitologiem, a także posłem do Rady Państwa.
Został pochowany grobowcu rodzinnym na cmentarzu Rakowickim w Krakowie (kwatera Lb).
W 1885 został wybity medal upamiętniający Henryka Wodzickiego, wydany przez Towarzystwo Rolnicze Krakowskie, a zaprojektowany przez Karola Radnitzkiego.